# Палкино (Екатеринбург)
Па́лкино — упразднённый посёлок, в составе муниципального образования «город Екатеринбург» Свердловской области, подчинённый Железнодорожному району города Екатеринбурга (с 1936 года). Остановочный пункт Свердловской железной дороги.
Официально день посёлка Палкино празднуется 13 августа.

## География
Палкино расположено на восточном склоне Среднего Урала, в западной части Верх-Исетского горного массива, в лесистой местности среди скалистых горных вершин, на реке Исети. Посёлок находится в 5 км к западу от собственно города Екатеринбурга. С городом связан железнодорожным сообщением и автодорогой. В пределах посёлка есть остановочный пункт Палкино, располагающийся на линиях Екатеринбург — Пермь II и Екатеринбург — Казань. В состав района Палкино входят также Оброшинский рудник на полуострове Гамаюн (с заброшенным карьером по добыче мрамора) и дом отдыха Верх-Исетского завода. Вокруг посёлка находятся скалы Палкинские каменные палатки, скалы Каменный Остров и множество других природных туристических объектов.

## История
Место, на котором находится Палкино (а также его окрестности), было освоено и использовалось человеком в течение нескольких тысяч лет. В настоящее время Палкино входит в Реестр охраняемых государством археологических памятников, где на протяжении XX века многочисленные археологические находки позволили восстановить картину быта и жизнедеятельности древних обитателей этих мест. Основным видом занятий их являлась охота, рыболовство, гончарные промыслы и металлообработка (литьё и изготовление железных орудий производства и охоты).
Палкино располагается в очень живописном месте — пойме реки Исеть и притока её — реки Решётки, обрамляют которые четыре горы: Первая, Вторая, Третья и Четвёртая. Эти горы являются остатками некогда более высоких гор, уменьшившихся в размерах по причине глобального оледенения с последующим движением «языка» ледника, который и стёр их до нынешнего состояния. На Четвёртой горе находятся скалы — Палкинские каменные палатки. Археологические находки у их подножия позволили предположить, что место это является одним из многочисленных жертвенников данной местности, где древние люди совершали обряды жертвоприношения духам природы и божествам.

### Со второй половины XVI века
Название деревни Палкино происходит от фамилии (прозвища) первопоселенца Палкин и его двух сотоварищей по фамилии Кузьминские, которые выбрали это место для поселения в XVI веке. Неподтверждённая документально версия гласит, что в XVI веке из Москвы в эту местность были высланы три семьи разбойников вместе с их атаманом Михаилом Палкиным, который и основал это поселение. Согласно версии, они продолжали грабить обозы, следовавшие по проходящей рядом дороге, со временем ставшей Московским трактом. По Указу Иоанна Грозного была дана всем разбойникам и татям той поры вольная, но с одним условием — коли пойдут они в Сибирь под предводительством Ермака Тимофеевича Аленина.
В 1912 году (в рамках запланированной фотографической экспедиции по Камско-Тобольскому водному пути) Палкино посетил член Императорского Русского географического и Императорского Русского технического обществ, известный фотограф — Сергей Михайлович Прокудин-Горский. Им были сделаны два фотографических цветных снимка Палкино (вид с юга и вид с запада) методом тройной экспозиции.
После гражданской войны, в 1920-е годы посёлок стали заселять путейцы с семьями, которые работали на близлежащей от села Палкино станции Екатеринбург-Сортировочный (тогда называлась Палкино).
В период с 1923 по 1946 год в Палкине жил старец иеросхимонах Константин, в миру Константин Яковлевич (Иакович) Шипунов.
В честь жителей Палкина, которые погибли смертью храбрых на полях сражений в годы Великой Отечественной войны, на Первой горе в 1960-е годы был установлен обелиск с именами павших.

## Улицы
- Улица Автоматчиков (дома под № 1а — 11, 2—14) (до 1960-х годов — ул. Кузнечная) См. Фото из собрания Библиотеки Конгресса США. С. М. Прокудин-Горский. Вид деревни Палкино (с юга). 1912 г. Архивная копия от 18 января 2018 на Wayback Machine
- Улица Баранчинская (дома под № 1—19, 2—14) (до 1960-х годов — ул. Дачная)
- Улица Береговая — название дано исходя из местоположения улицы, которая располагается на болотистом берегу р. Исеть.
- Улица Иванова (главная улица, дома под № 1а—43, 26—48) — название дано в 1924 году в честь председателя Палкинского сельского совета — Иванова. Улица начинается от моста через реку Исеть. Вплоть до конца 30-х годов рядом с мостом находилась небольшая деревянная часовня с 13 колокольцами. См. Фото из собрания Библиотеки Конгресса США. С. М. Прокудин-Горский. Вид деревни Палкино (с юга). 1912 г. Архивная копия от 18 января 2018 на Wayback Machine.
- Переулок Кузнечный (соединяет ул. Автоматчиков с ул. Иванова)
- Переулок Школьный (соединяет ул. Автоматчиков с ул. Иванова) — название дано в 1962 году, когда было построено каменное одноэтажное здание школы № 12 (в настоящее время в этом здании клуб). Школа (7-классная) существовала и ранее, но располагалась в разных деревянных зданиях.
- Улица Лобвинская (до 1960-х годов — ул. Проезжая)
- Монетный переулок  (бывший Красный переулок) — топонимика названия этого переулка имеет две версии. По первой версии, название было дано в связи с наличием округлых каменных валунов Второй горы (очень напоминающих своей округлой формой монеты), а по второй — по нахождению на огородах в районе этого переулка во множестве медных монет XVIII — нач. XX в.в. Переулок находится на западном склоне «Второй горы».
- Улица Одинарка (дома под № 1 а—9)
- Улица Сосьвинская (дома под № 1-11, 2-18) (до 1960-х годов — ул. Северная)

## Достопримечательности
В окрестностях посёлка расположены несколько популярных туристских объектов:
- Развитие камнерезного искусства на Урале в XVIII веке обусловило открытие в окрестностях Палкино (на горе Пуп) месторождения гранатов (группа минералов класса силикатов, минеральный вид — коричнево-красный альмандин Fe2+3Al2[SiO4]3). Разработка этого месторождения проводилась местным населением Палкино вплоть до 20-х годов XX века. В настоящее время это месторождение полностью истощено и представляет собой заросшие и едва заметные шурфы по всем склонам горы Пуп.
- У подножия г. Пуп (с северо-западной стороны) находится заброшенная старинная Максимилиановская копь, также использовавшаяся для разработки месторождения палкинских гранатов, начиная с середины XIX века. Копь эта обвалилась и представляет собой выемку в склоне горы.
- Тогда же, в XVIII веке, в вытекающем из Чистого болота ручье Романовском (протекает в 2 км от северо-западного склона г. Пуп), было открыто месторождение россыпного золота. Путём промывки оно разрабатывалось усилиями мелких артелей из числа жителей Палкино вплоть до 20-х годов XX века. Это месторождение в настоящее время также полностью истощено.
- В 1985 году учёные из института экологии Валентина Николаевна Зуева и академик Павел Леонидович Горчаковский открыли среди произрастающих в районе Палкино растений новый вид. Это — Астрагал клеровский (Astragalus clerceanus). Небольшое бобовое растение, произрастает на площади не более 50 на 50 метров в районе Палкинских каменных палаток[5].

## Экономика
Экономика посёлка представлена частными сельскими хозяйствами.

## Палкинские каменные палатки
- Первые («Малые») Палкинские каменные палатки находятся на северном склоне «Четвёртой горы». Представляют собой гряду из гранитных валунов общей протяжённостью около 30 м и высотой от 2 до 4 м. Простираются с запада на восток.
- Вторые («Большие») Палкинские каменные палатки находятся на вершине «Четвёртой горы». Состоят из гранитов с матрацевидной формой выветривания. Ориентация с северо-востока на юго-запад. Протяжённость — 100 м, высотой до 6 м. Посередине скальный массив разделяет чёткая (вертикального типа) сквозная выемка шириной 1 м. С восточной стороны скалы отвесны, а с западной — пологи.
- Третьи («Средние») Палкинские каменные палатки также располагаются на вершине «Четвёртой горы», на расстоянии 30 м от «Больших». С такой же ориентацией по частям света. Протяжённость — 40 м. Высота до 5 м. На вершине находится выдолбленная в граните овальная чаша, глубиной до 50 см. Предположительно, она раньше служила в качестве жертвенника.
- Четвёртые («Останцы») Палкинские каменные палатки. Находятся на полуострове Гамаюн в районе Оброшинского рудника и представляют собой разрозненные скопления гранодиоритовых глыб, которые и составляли ранее каменные палатки. Название «Останцы» появилось после постепенного разбора массива каменных палаток для строительных нужд.
- Пятые («Блины») Палкинские каменные палатки. Находятся на правом берегу реки Решётки в районе «Качкого моста» (ныне не существует) — в 300 м к западу от «Четвёртой горы». Представляют собой гряду напластований гранитных валунов блинообразной формы общей протяжённостью около 10 м.